# Augustus Desiré Waller

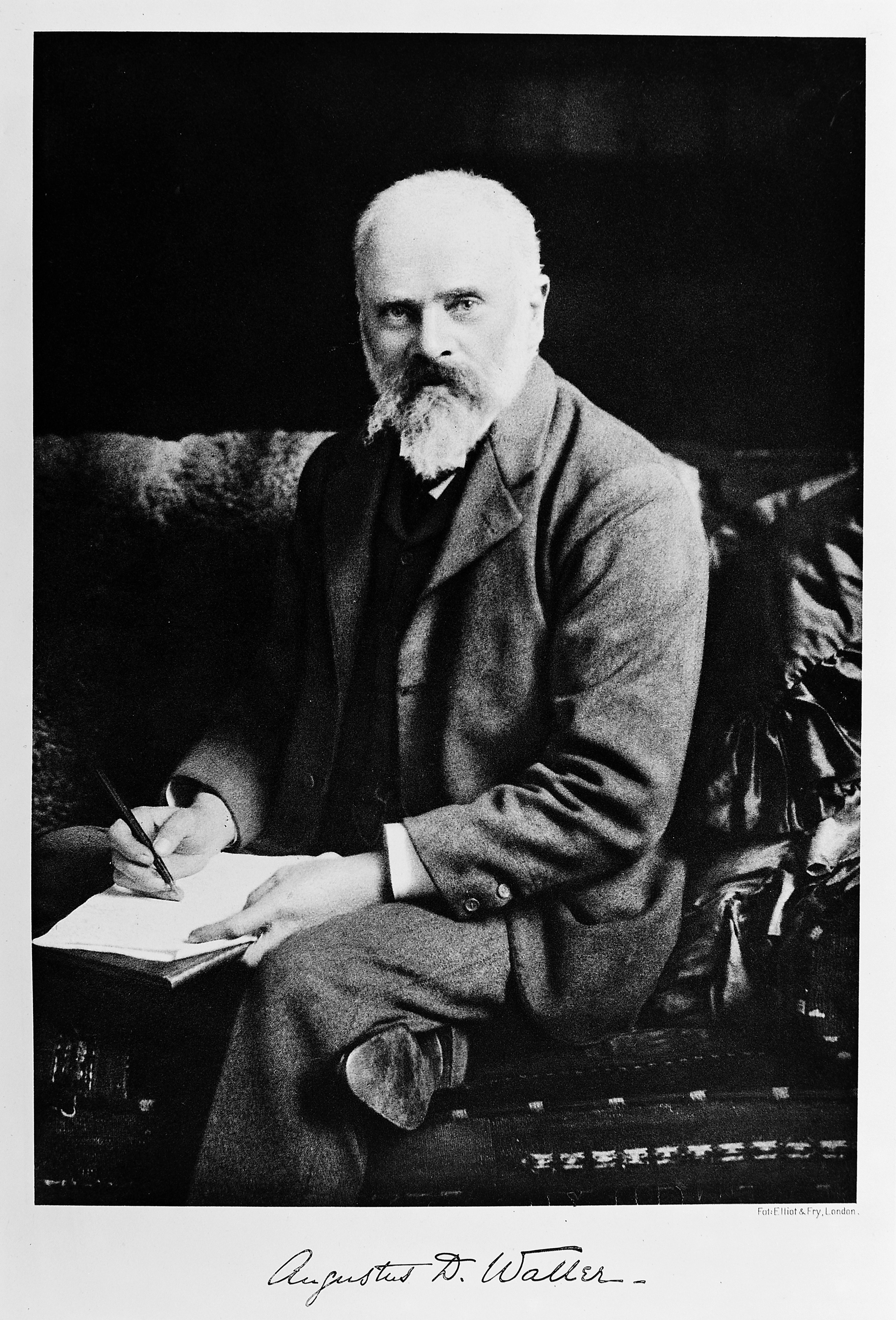

Augustus Desiré Waller (Parijs, 18 juli 1856 – Londen, 11 maart 1922) was een Brits fysiologisch wetenschapper. Met behulp van de capillaire elektrometer was hij de eerste die een elektrocardiogram van de mens registreerde. Zijn werk werd voortgezet en verbeterd door Willem Einthoven.

## Levensloop
Waller was de zoon van de vooraanstaand wetenschapper Augustus Volney Waller (van de Wallerian zenuw degeneratie). Na het overlijden van zijn vader in 1870 verhuisde zijn familie naar Schotland, waar hij zijn opleiding voltooide. Hij studeerde geneeskunde in Aberdeen en Edinburgh en verkreeg zijn Doctor of Medicine in 1881.
Zijn eerste professionele opdracht was in 1883 als docent fysiologie aan de London School of Medicine for Women. Hier ontmoette hij zijn toekomstige vrouw, studente medicijnen Alice Mary Palmer. Ze hielp bij zijn onderzoek en was coauteur van sommige manuscripten. In 1884 werd hij tevens docent fysiologie aan het St Mary's Hospital, waaraan hij de rest van zijn leven verbonden bleef. In 1903 werd hij benoemd tot ereprofessor aan de universiteit van Londen en kort daarna, raadgevend cardioloog bij het National Heart Hospital.
Kort na het overlijden van zijn vrouw, overleed Augustus Desiré Waller op 65-jarige leeftijd aan een hartaanval.

## Elektrocardiogram
Waller richtte zijn onderzoek met name in het opkomende gebied van de elektrofysiologie. In 1842 had de Italiaanse natuurkundige Carlo Matteucci aangetoond dat in dieren de hartslag werd voorafgegaan door een elektrische stroompuls. Hierop volgende probeerden wetenschappers, waaronder Waller, deze elektrische stromen te meten.
Op zoek naar een geschikt meetinstrument die deze zeer zwakke stroompjes kon meter kwam Waller in aanraking met de capillaire elektrometer van Gabriel Jonas Lippmann. Deze bestaat uit een dunne glazen buis met kwik op de bodem en verdund zwavelzuur daarbovenop. Een verandering in de elektrische lading zal de oppervlaktespanning van het kwik wijzigen, waardoor het kwikniveau in de capillaire buis op en neer beweegt. Maar zelfs met deze gevoelige elektrometer zag Waller maar minuscule bewegingen in het kwikniveau bij elke hartslag. Daarop besloot hij deze veranderingen vast te leggen op een beweegbare fotografisch plaat, voortgetrokken door een speelgoedtreintje.
Tot 1887 werden deze experimenten voornamelijk uitgevoerd op proefdieren omdat de meetelektroden direct op het hart geplaatst moesten worden wilde men een meetbaar signaal krijgen. Toen kreeg Waller een idee: het menselijk lichaam geleid tot op zekere hoogte elektriciteit, dus waarom de elektroden niet rechtstreeks op het lichaam aanbrengen in plaats van op het hart. Met zichzelf en zijn bulldog Jimmy als proefpersoon ging hij aan de slag.
Om goed elektrisch contact te maken gebruikte hij metalen potten gevuld met zout water waarin hij handen en voeten kon dompelen. Hij ontdekt dat hij een meetbare elektrische puls kreeg met de linkervoet in de ene pot en de rechterhand in de andere. Op deze wijze wist hij als eerste een registratie vast te leggen van de hartslag van een mens.

## Studie en publicaties
Zijn hele carrière door ontving Waller vele prijzen en erkenningen uit Groot-Brittannië en daarbuiten. Net als zijn vader, werd Waller in 1892 gekozen als Fellow of the Royal Society. Hij schreef meer dan 245 artikelen over onderwerpen variërend van ECG en andere cardiologische studies tot anesthesie, zien & horen en botanie.

### Werken
- 1891 An Introduction to Human Physiology
- 1903 Eight Lectures on The Signs of Life from their Electrical Aspect
- 1917 A Preliminary Survey of 2,000 Electrocardiograms
- 1922 The Electrical Action of the Human Heart